# Polygonum diospyrifolium
Polygonum diospyrifolium är en slideväxtart som beskrevs av Cham. & Schltdl.. Polygonum diospyrifolium ingår i släktet trampörter, och familjen slideväxter. Inga underarter finns listade i Catalogue of Life.